# Peder Andersson (Hjorthufvud)
Peder Andersson (Hjorthufvud), död mellan 1562 och 1572, var en svensk lagman och häradshövding.
Han var lagman i Älvsborgs läns lagsaga 1550 till 1558. Han är även nämnd som riksråd 1540. 
Innehade Brandstorp i Viste härad.